# Barbara Morgenstern
Barbara Morgenstern (Hagen, 19 marzo 1971) è una musicista e cantante tedesca.

## Biografia
Nata ad Hagen, in Germania, Barbara Morgenstern si forma come autodidatta, benché avesse preso lezioni di pianoforte da bambina e lezioni di jazz presso la scuola di musica ad Hagen; decide di intraprendere la carriera di musicista nel 1991, dopo essersi diplomata al ginnasio Ernst Meister ad Hagen-Haspe.
Dal 1992 al 1994 Barbara Morgenstern vive ad Amburgo, dedicandosi contemporaneamente sia ai propri progetti musicali sia all'attività di cantante in un gruppo a cappella. Prende parte ad un corso di musica pop di sei settimane presso l'Hamburg Hochschule. Nel 1994 si trasferisce a Berlino, dove inizialmente suona la tastiera in una band, e dal 1996 in poi si concentra sulla propria musica.
A inizio 1997 pubblica Enter The Party. Più tardi nello stesso anno pubblica l'EP Plastikreport, che produce in collaborazione con Michael Mühlhaus. Nell'inverno del 1998 intraprende un tour in Germania con l'accompagnamento di Christian Obermaier e del suddetto Mühlhaus al basso, e nel settembre dello stesso anno attraversa in tour Germania, Austria e Svizzera con altri musicisti quali Quarks, Jo Tabu e Fuschimuschi. Il mese successivo viene pubblicato il suo primo album Vermona ET 6-1 con l'etichetta Monika Enterprise. Nel 1999 viene pubblicato un EP remixato, Fan No.1.
Al suo album del 2000 Fjorden, Barbara Morgenstern lavora con Stefan Betke (Pole) e Robert Lippok dei To Rococo Rot. La pubblicazione nel 2001 dell'EP Eine Verabredung fu accompagnata da concerti a Glasgow e Londra. Segue un altro EP nel 2002, Seasons, una collaborazione con Robert Lippok, che fu pubblicata in tiratura limitata di 500 copie con la Domino Records. In seguito Barbara Morgenstern lavora con Robert Lippok alla realizzazione di un album, Tesri (2005).
Stefan Betke e Thomas Fehlmann collaborano alla registrazione di Nichts Muss, pubblicato nel 2003.
Nel 2004, dietro invito del Goethe-Institut, Barbara Morgenstern intraprende un tour mondiale di 34 date insieme a Maximilian Hecker. Partecipa alla realizzazione di due tracce del mini album di Bill Wells Pick Up Sticks.
Nel 2006 pubblica un altro album, The Grass Is Always Greener.

## Discografia

### Album
- Vermona ET 6-1 (1998)
- Fjorden (2000)
- Nichts Muss (2003)
- Tesri (con Robert Lippok, 2005)
- The Grass Is Always Greener (2006)
- BM (2008)
- Fan No.2 (2010)
- Sweet Silence (2012)

### EP
- Enter The Partyzone (cassetta, 1997)
- Plastikreport (1997)
- Fan No.1 (1999)
- Eine Verabredung (vinile, 2001)
- Seasons (con Robert Lippok, 2002)
- Himmelmixe (2003)